# Генсонська довбанка
Генсонська довбанка (англ. Hanson Logboat) — човен-довбанка бронзової доби, знайдена у 1998 році в гравійному кар'єрі будівельної компанії «Генсон» у селі Шардлов, графство Дербішир, Англія. Після проведення коштовної консервації, човен було виставлено для демонстрації в музеї та художній галереї Дербі.

## Відкриття та збереження

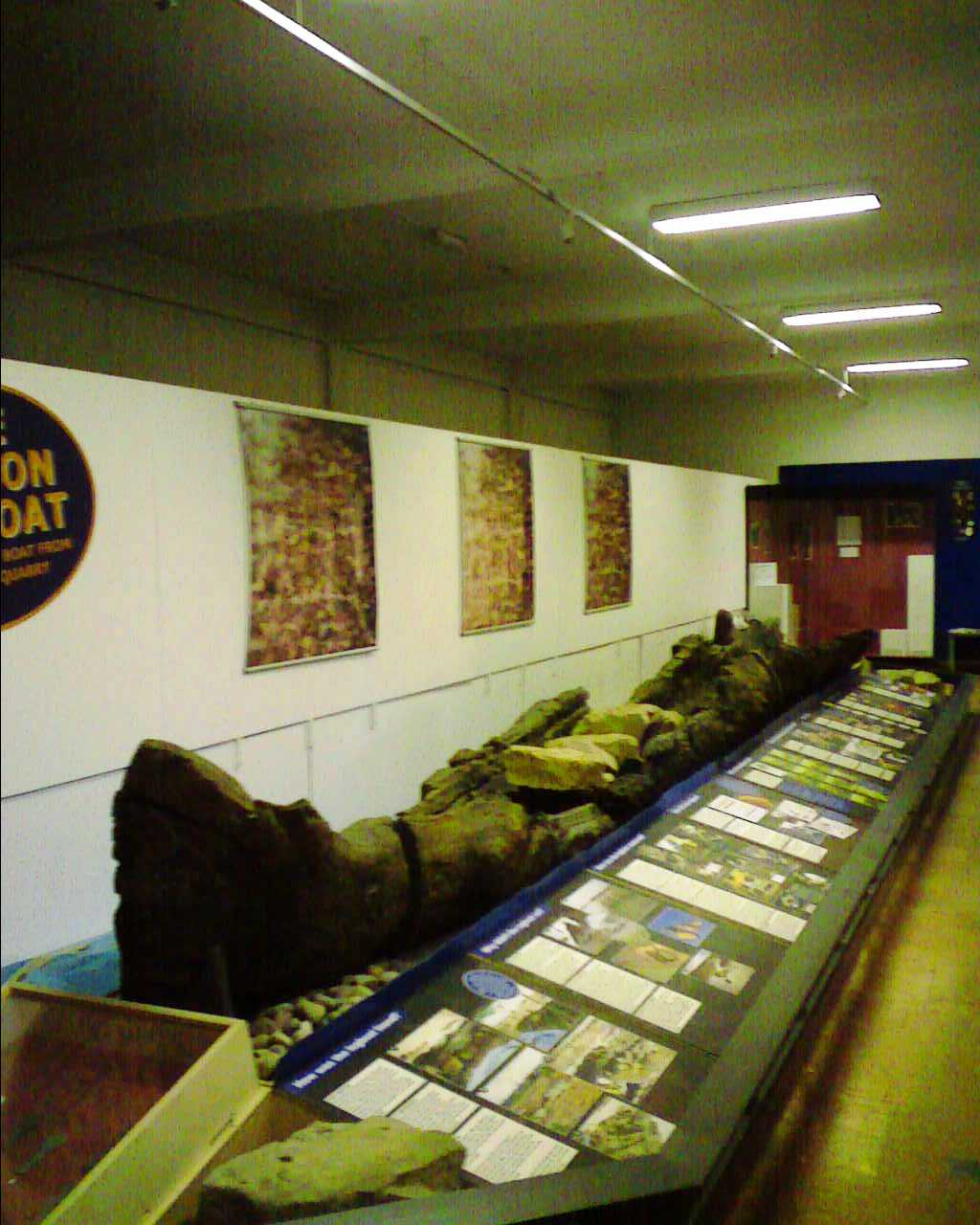

Човен був виявлений у 1998 році у гравійному кар'єрі компанії Генсон у Шардлов, селі на південь від Дербі, під час археологічних досліджень, здійснених перед початком видобутку на цьому місці. При знайденні човен перебував в добре збереженому стані, але був незначно пошкоджений технікою кар'єру, перш ніж було встановлено його наукову цінність.
Через велику вагу човна, його довелося розпиляти на частини, які можна було транспортувати та консервувати. Велика вага човна була обумовлена вологою, яка зберігла деревину та захистила її від гниття. Після того, як частини човна було занурено на 18 місяців у поліетиленгліколь, хімічну речовину, яка просочувала деревину для забезпечення її міцності, їх повільно висушили в Йоркському археологічному фонді. 
Розкопки човна та його консервація обійшлися у 118 000 фунтів стерлінгів, і об'єкт нині виставлений в музеї та художній галереї Дербі.

## Опис
Було визначено, що вік човна складає 3500 років, тобто його було виготовлено приблизно у 1500 році до н. е. — в бронзовій добі, що робить його приблизно таким же старим, як Дуврський човен бронзової доби з Кента і дещо молодшим за Феррібські човни — «зшиті» човни з Йоркширу. Човен, який має довжину 3,7 м, було видовбано з одного суцільного стовбура дуба.
Цікаво, що у човні зберігся вантаж, що складався з бромсгроувського пісковика, який видобувався в Кінгс-Міллз неподалік. Вважається, що камінь був призначений для зміцнення дамби через річку Трент.

## Другий човен
П'ять років потому в цьому ж кар'єрі було виявлено другий човен, але його було знову закопано з метою збереження.

## Інші знахідки з Шардлов

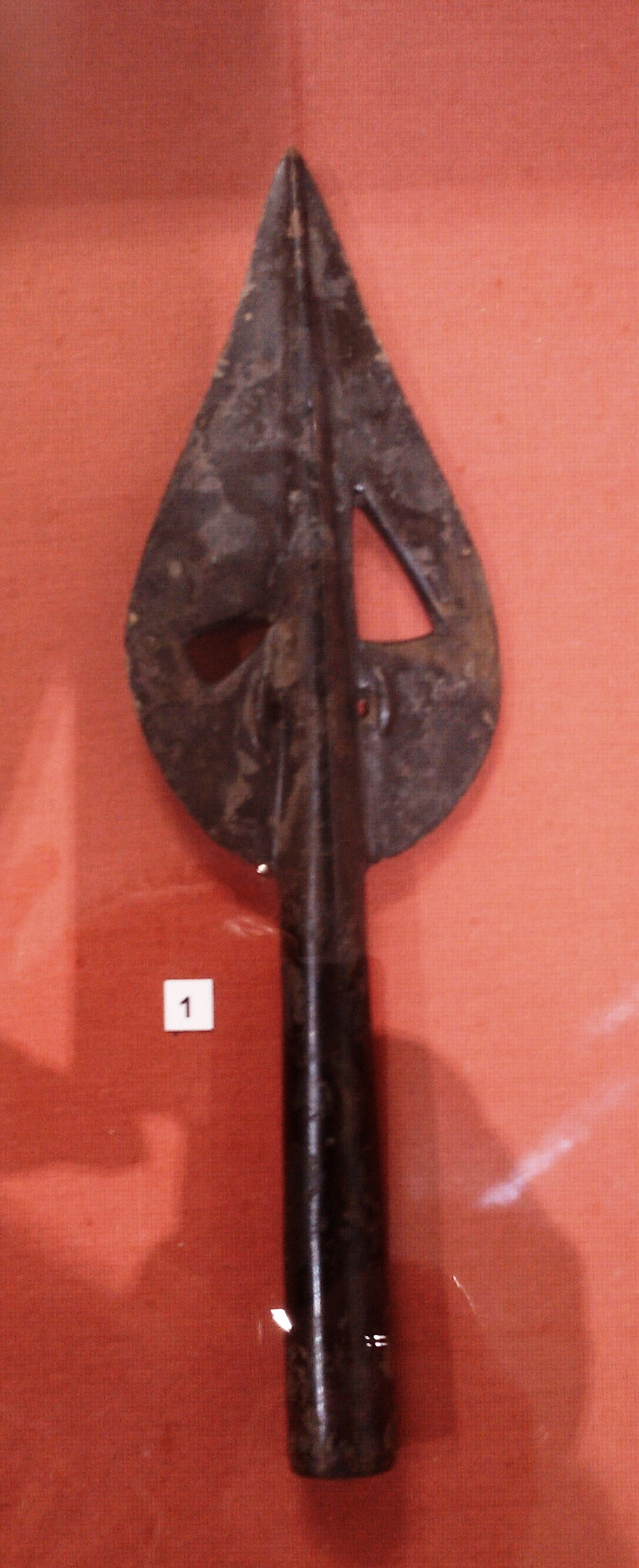
Знайдено в Шардлов декоративне вістря спису, яке як вважають, створене під впливом ірландського мистецтва

Експозиція в музеї Дербі також включає металеві артефакти, які також були знайдені під час розробки кар'єрів у Шардлов. Предмети в основному датуються епохою середньої бронзи і зазвичай їх знаходили металошукачами на конвеєрних стрічках кар'єрів, хоча в одному випадку артефакт був ідентифікований власником мішка з піском, ланцюжок поставки якого було простежено до кар'єру в Шардлов. Вважається, що кількість знахідок сокир і зламаних мечів пояснюється релігійними пожертвами, під час яких у воду кидали цінні речі.